# Metrocentro San Salvador
Es el primer centro comercial de Grupo Roble y actualmente cuenta con más de 760 locales comerciales distribuidos en 12 etapas cuenta con ampliaciones en el 2004, 2010, 2012 y 2017 más de 240 mil metros cuadrados y 2,500 parqueos lo que lo convierte en el centro comercial más grande de El Salvador y el tercero en Centroamérica; también es el que recibe más visitas por mes.

## Historia
Fue inaugurado el 23 de marzo de 1971 y poco a poco fue ampliándose hasta convertirse en el centro comercial más grande del país. Su construcción demoró un año.

Actualmente lo visitan 1.8 millones de personas al mes, y en los meses de temporada alta –como mayo, agosto y diciembre el número se incrementa de 2.4 a 2.5 millones de personas al mes.
Metrocentro es el Centro Comercial que inicio la vanguardia de los Centros Comerciales en la región Centroamericana contando en sus inicios con Almacenes por departamento, supermercado, tiendas de calzado y ropa, ferreterías, restaurantes y dos food courts Hotel 5 estrellas entre otros.

Algunos de los establecimientos comerciales que posee son:

- Almacenes Siman
- La Curacao
- Almacenes Prado
- Omnisport
- Super Selectos
- Cinemark
- Tony Roma's
- Pizza Hut
- KFC
- Skechers
- Hush Puppies
- The Coffee Cup
- Mister Donut
- Pastelerías
- Restaurantes variados
- Cajeros Automáticos

## Datos del Centro Comercial
- Tiendas anclas de ropa: Completa variedad de ropa y artículos para damas, caballeros y niños.
- Tienda ancla: Tienda por departamentos con un completo surtido de artículos de electrónica, línea blanca, juguetes, artículos para el hogar, deporte, ropa intima, calzado, cosméticos etc.
- 647 Locales comerciales para diversas opciones de compra con marcas de prestigio.
- Zona bancaria y todos los bancos disponibles del país están en metrocentro.
- 88 kioscos.
- 2510 Estacionamientos completamente pavimentados, iluminados y con seguridad continua, monitoreo de cámaras en circuito cerrado, incluye los subterráneos y al aire libre.
- 2 zonas amplias de Food Court.
- Restaurantes de Franquicias Internacionales
- 45 restaurantes de comida rápida.
- 40 escaleras eléctricas.
- 12 ascensores.
- Hotel 5 estrellas con 8 niveles y estacionamiento para 100 vehículos.
- Torre corporativa de 14 niveles y 54m de altura.
- El único Centro comercial con teatro dentro con capacidad total de 250 personas
- Moderna infraestructura.
- Amplias zonas verdes para recreación y parques móviles por temporada.
- 12 salas de cine de la empresa Cinemark (Incluyendo 2 salas en 3D y 10 en 2D).
- Amplios pasillos, ascensores, plazas y fuentes.
- 2 pasarelas para comunicación interna.
- El primer centro comercial de Centroamérica a la vanguardia desde 1971.

## Teatro Luis Poma
En el año 2003 se presenta la primera función del teatro que cuenta con 227 butacas, para el público y con capacidad para 250 personas entre actores y productores iluminación y sonido
Este teatro es el único de El Salvador y Centro América que se encuentra ubicado dentro de un centro comercial.

## Remodelación
Metrocentro San Salvador estreno nuevo rostro en la mayor parte de su infraestructura. Entre las cuales podemos mencionar cambio de piso, barandales de vidrio, techos más altos con cielo de tabla yeso y un nuevo elevador, nueva iluminación con tecnología LED, nuevas gradas eléctricas y remodelación de los baños, dándole un aspecto más moderno al centro comercial, son parte de las novedades que se gestan en esta etapa de remodelación, que se terminó en el 2012. Otro de los cambios más significativos es la ampliación del área de restaurantes o “food court”, en donde se agregará un 35% más de mesas y se techará toda el área que anteriormente estaba a cielo abierto así se construirá un ventanal con vista panorámica de San Salvador. “Todos estos cambios van a venir a hacer más agradable la zona del ‘food court’”, indicó Alberto Poma, gerente general del Grupo Roble.
Toda la zona a remodelar incluye 16,900 m² de área interior y una externa de 950 m².
Poma detalló que en la 8.ª etapa se instalará un nuevo supermercado, que servirá de ancla para los clientes que visitan esa parte del centro comercial. “La gente es muy leal a una etapa específica, por eso sentimos que con la apertura de nuevas anclas están logrando conseguir un mercado nuevo”, dijo el empresario.
- Cambios continuos

Metrocentro, que comenzó a operar en 1971, tendrá un cambio total. El proceso tardará entre dos y tres años, y para 2012 se inició la remodelación de la 4.ª etapa. “Para nosotros es importante tener nuestros proyectos a la vanguardia. Son proyectos exitosos y por eso invertimos en ellos”, dijo Alberto Poma.
Con las remodelaciones de la 8.ª y 7.ª etapa (recién terminada) del centro comercial se calcula que se han generado 1,800 empleos directos e indirectos.